# Союз ТМ-26
Союз ТМ-26 е пилотиран космически кораб от серията „Союз ТМ“ към станцията „Мир“ и 102-ри полет по програма „Союз“.

## Екипаж

### При старта

#### Основен
- Анатолий Соловьов(5) – командир
- Павел Виноградов(1) – бординженер

#### Дублиращ
- Генадий Падалка – командир
- Сергей Авдеев – бординженер

### При кацането
- Анатолий Соловьов(5) – командир
- Павел Виноградов(1) – бординженер
- Леополд Ертц(1) – космонавт-изследовател

## Параметри на мисията
- Маса: 7000 кг
- Перигей: 193 км
- Апогей: 249 км
- Наклон на орбитата: 51,6°
- Период: 88,6 мин

## Описание на полета
„Союз ТМ-26“ извежда в орбита 24-та основна експедиция на станцията „Мир“. Третият член на основния екипаж – американецът Майкъл Фоул е на борда на станцията.
Основната задача на полета е ремонт и възстановяване на повредения модул „Спектър“. Направени са няколко излизания в открития космос и две в разхерметизирания модул. При тях е възстановена голяма част от загубената мощност на енергийната система (на модула се намират няколко от най-мощните слънчеви панела), ремонтирани и заменени са генераторите за кислород на станцията. Пробивът на външните стени, които причиняват разхерметизацията обаче не е възстановен. По време на полета е заснета първата телевизионна реклама на мляко с участието на Василий Циблиев.
На 27 септември с комплекса се скачва совалката Атлантис, мисия STS-86. Тогава е заменен М. Фоул с Дейвид Улф като трети член на основния екипаж.
През октомври със станцията се скачва в автоматичен режим товарния космически кораб Прогрес М-36, а през декември – „Прогрес М-37“. И двата кораба доставят на орбталния комплекс храна, консумативи и оборудване.
На 24 януари с комплекса се скачва совалката Индевър, мисия STS-89. Тогава е заменен третия член на основния екипаж Д. Улф с Андрю Томас.

### Космически разходки
| № | Участници                          | Начало                     | Край                       | Продължителност    |
| - | ---------------------------------- | -------------------------- | -------------------------- | ------------------ |
| 1 | Анатолий Соловьов Павел Виноградов | 22 август 1997 11:14 UTC   | 22 август 1997 14:30 UTC   | 3 часа и 16 минути |
| 2 | Анатолий Соловьов Майкъл Фоул      | 6 септември 1997 01:07 UTC | 6 септември 1997 07:07 UTC | 6 часа и 0 минути  |
| 3 | Анатолий Соловьов Павел Виноградов | 20 октомври 1997 09:40 UTC | 20 октомври 1997 16:18 UTC | 6 часа и 38 минути |
| 4 | Анатолий Соловьов Павел Виноградов | 3 ноември 1997 03:32 UTC   | 3 ноември 1997 09:36 UTC   | 6 часа и 4 минути  |
| 5 | Анатолий Соловьов Павел Виноградов | 6 ноември 1997 00:12 UTC   | 6 ноември 1997 06:24 UTC   | 6 часа и 12 минути |
| 6 | Анатолий Соловьов Павел Виноградов | 8 януари 1998 23:08 UTC    | 9 януари 1998 02:14 UTC    | 3 часа и 6 минути  |
| 7 | Анатолий Соловьов Дейвид Улф       | 14 януари 1998 21:12 UTC   | 15 януари 1998 01:04 UTC   | 6 часа и 38 минути |

На 31 януари със станцията се скачва Союз ТМ-27, на борда на който се намира следващата дълговременна експедиция. След около 20-дневен полет със „Союз ТМ-26“ успешно се приземяват А. Соловьов, П. Виноградов и пристигналият в космоса със „Союз ТМ-27“ Леополд Ертц.
След полета Анатолий Соловьов става първият, осъществил четири продължителни полета. По сумарен престой в космоса към момента става втори след Валерий Поляков, а в към 2018 г. е четвърти. Със своите общо 16 излизания в открития космос с продължителност 78 часа и 48 минути А. Соловьов държи световния рекорд към (2018 г.).